# اوبری بردزلی
اوبری وینسنت بردزلی (انگلیسی: Aubrey Beardsley)؛ (زادۀ ۲۱ اوت ۱۸۷۲ میلادی - درگذشتۀ ۱۶ مارس ۱۸۹۸ میلادی) هنرمند تصویرگر اهل بریتانیا بود. او به همراه اسکار وایلد و جیمز مک‌نیل ویسلر از سردمداران جنبش زیبایی پرستی به‌شمار می‌آید و باوجود عمر کوتاهش تأثیری بسزا بر هنر نو و طراحی پوستر گذاشته است.

## مرگ
در دسامبر 1896، بردزلی دچار خونریزی شدید شد و او را در وضعیت نامطلوبی قرار داد. در آوریل 1897، یک ماه پس از گرویدن او به کاتولیک، وخامت وضعیت سلامتی او باعث شد که به ریویرای فرانسه نقل مکان کند. در آنجا یک سال بعد، در 16 مارس 1898، بر اثر بیماری سل در هتل Cosmopolitan در منتون فرانسه، با حضور مادر و خواهرش درگذشت. او 25 سال داشت. روز بعد پس از مراسم عزاداری در کلیسای جامع منتون، بقایای او در قبرستان Cimetiere du Trabuquet در منتون به خاک سپرده شد.

## نگارخانه

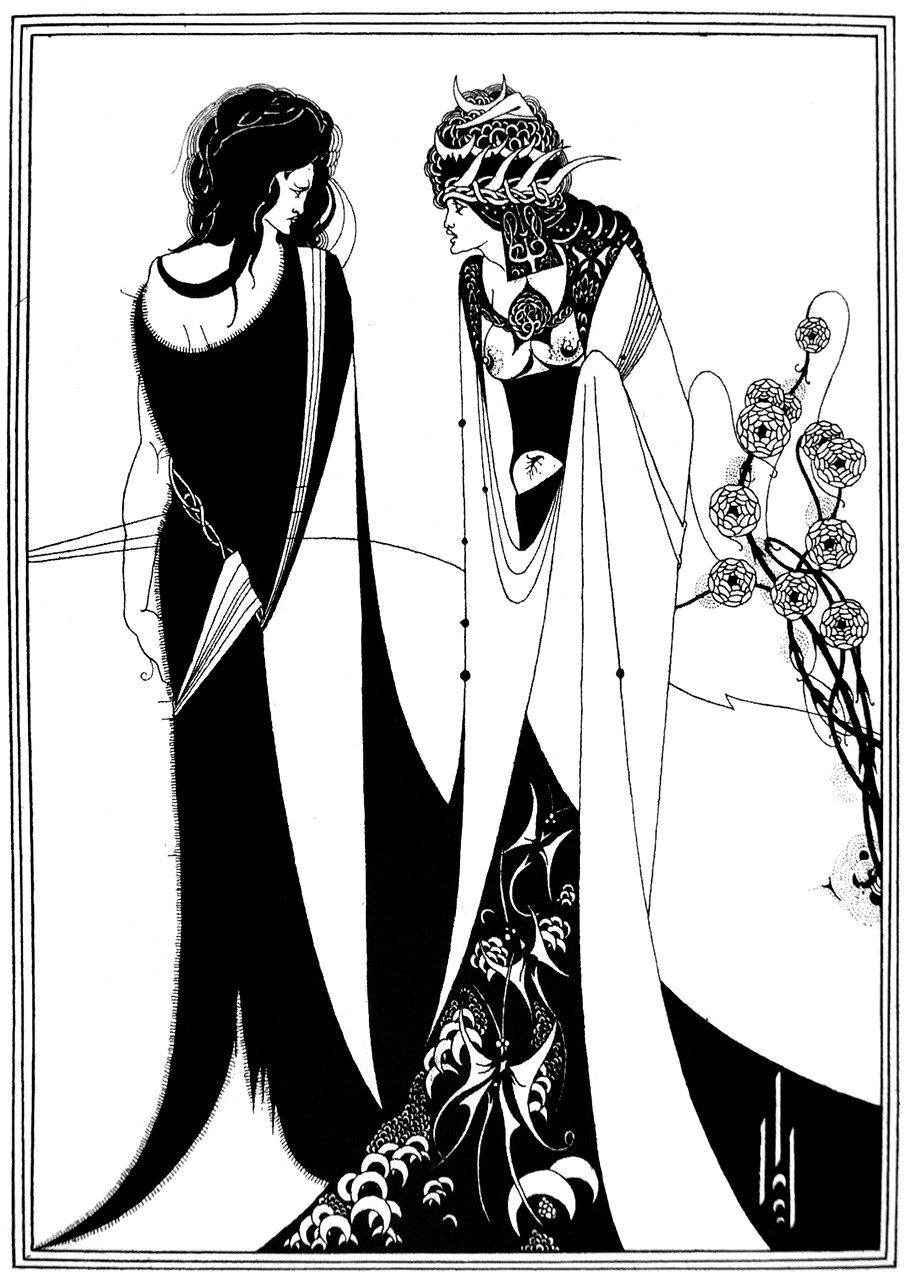
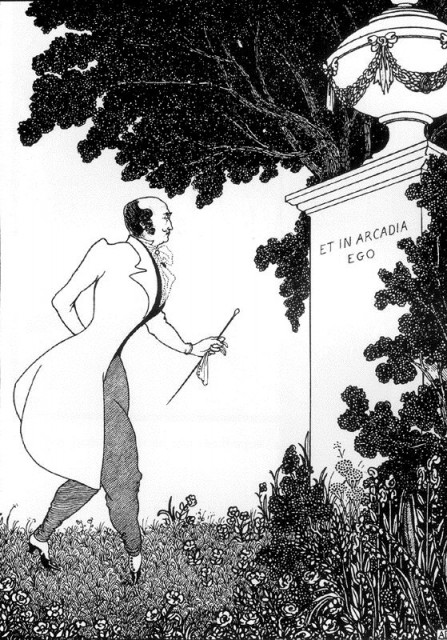
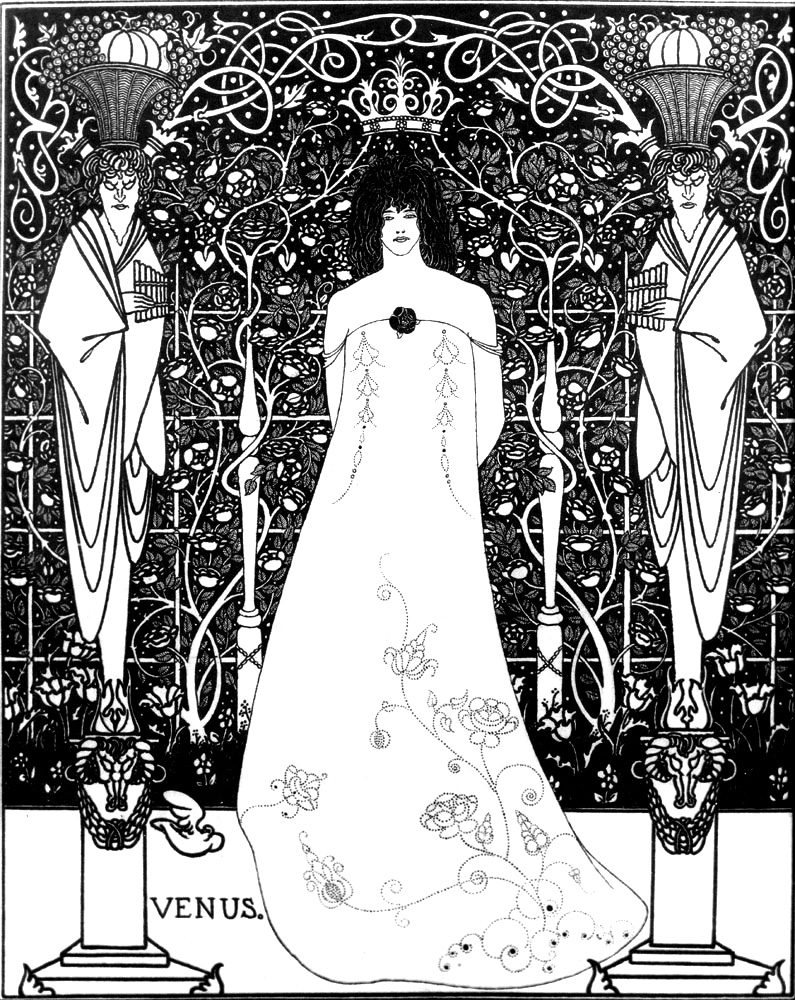
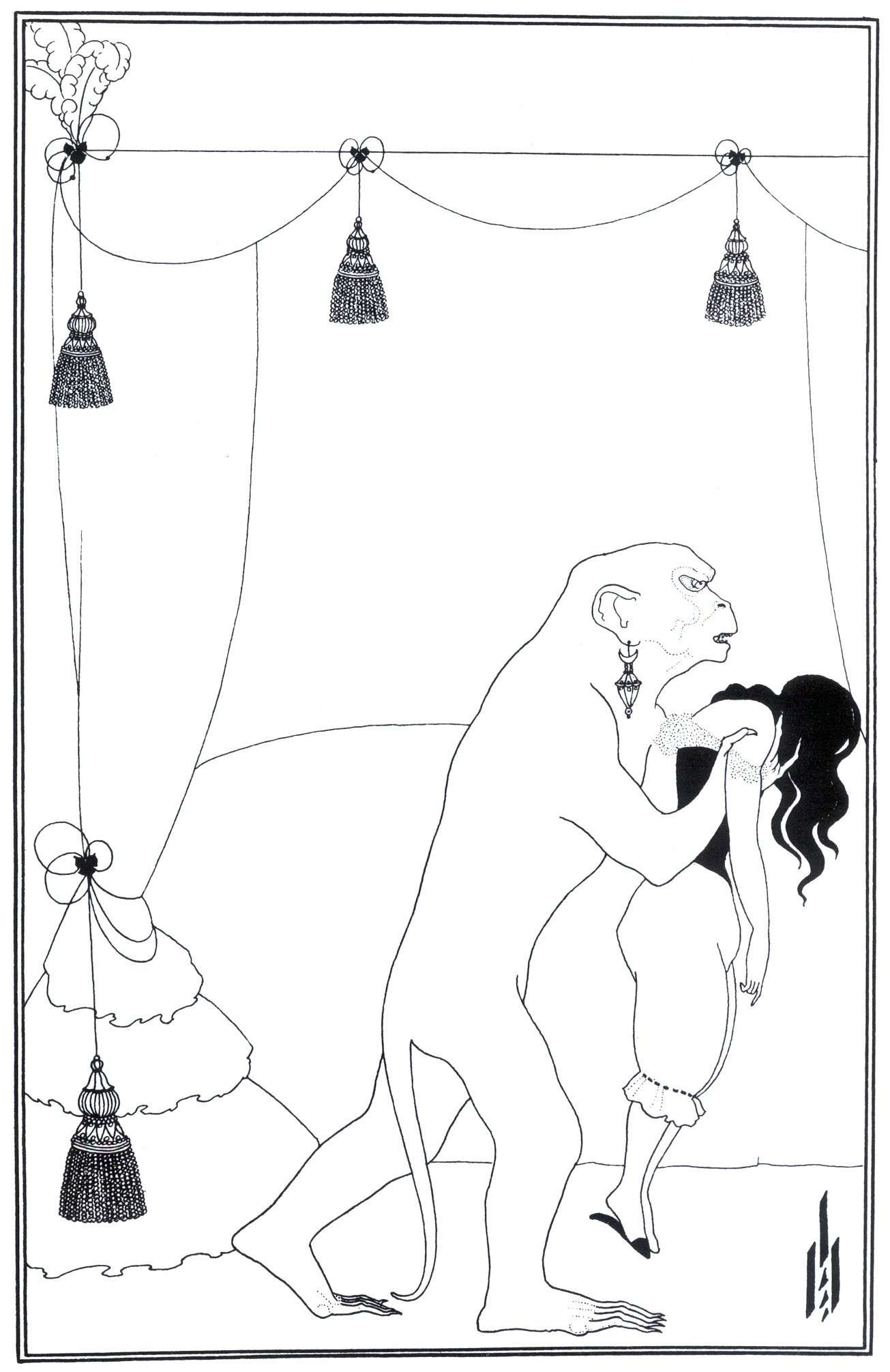
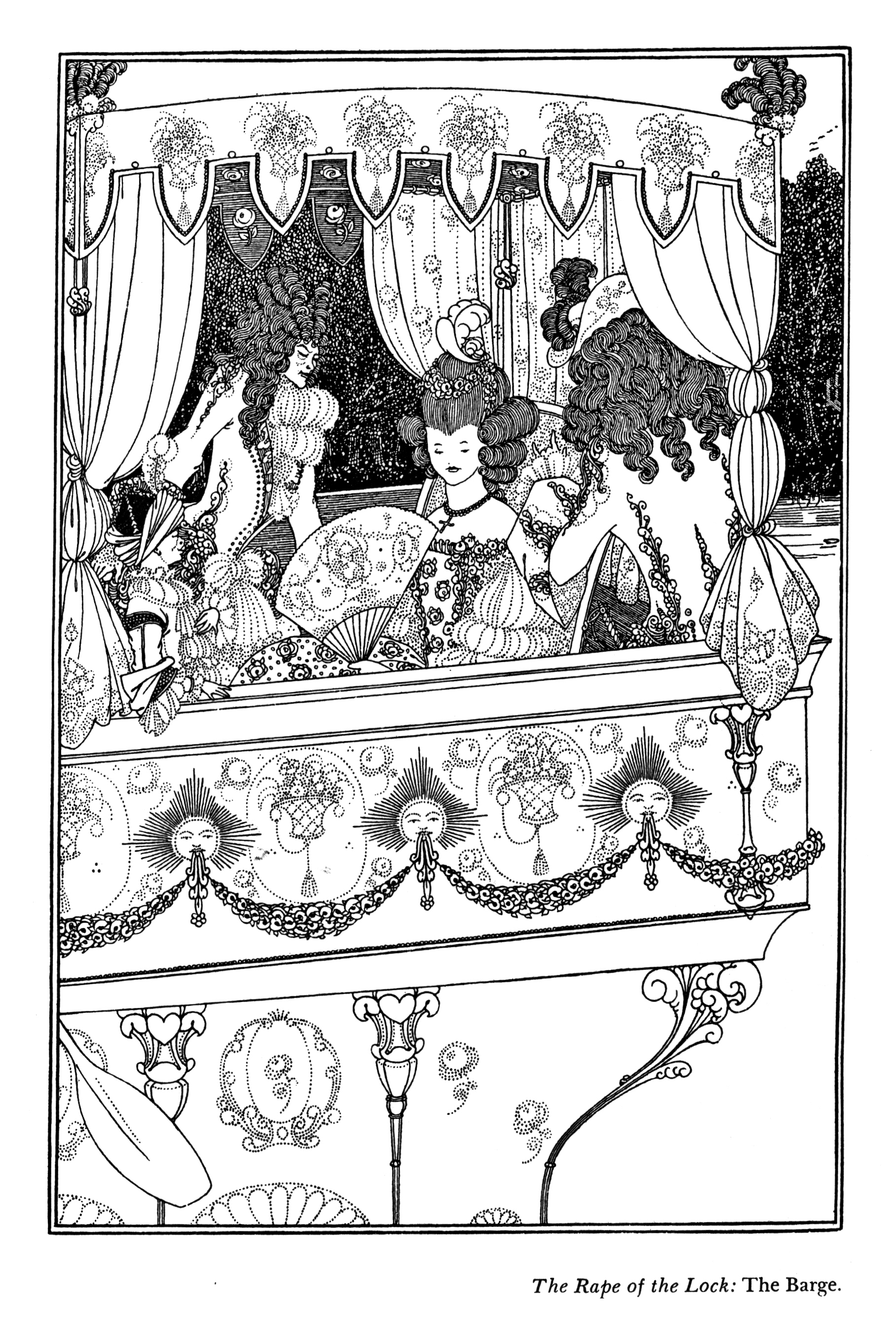
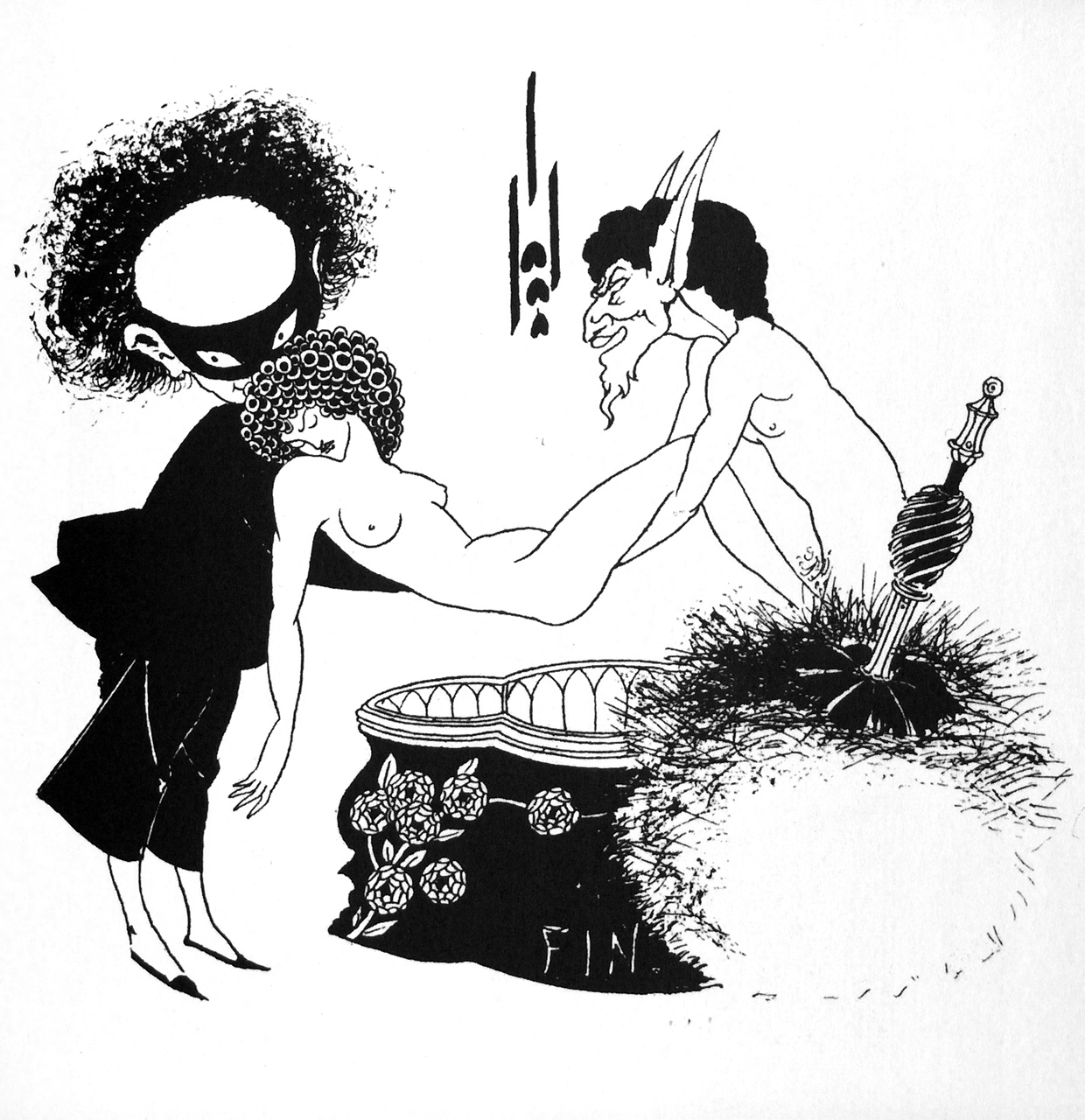
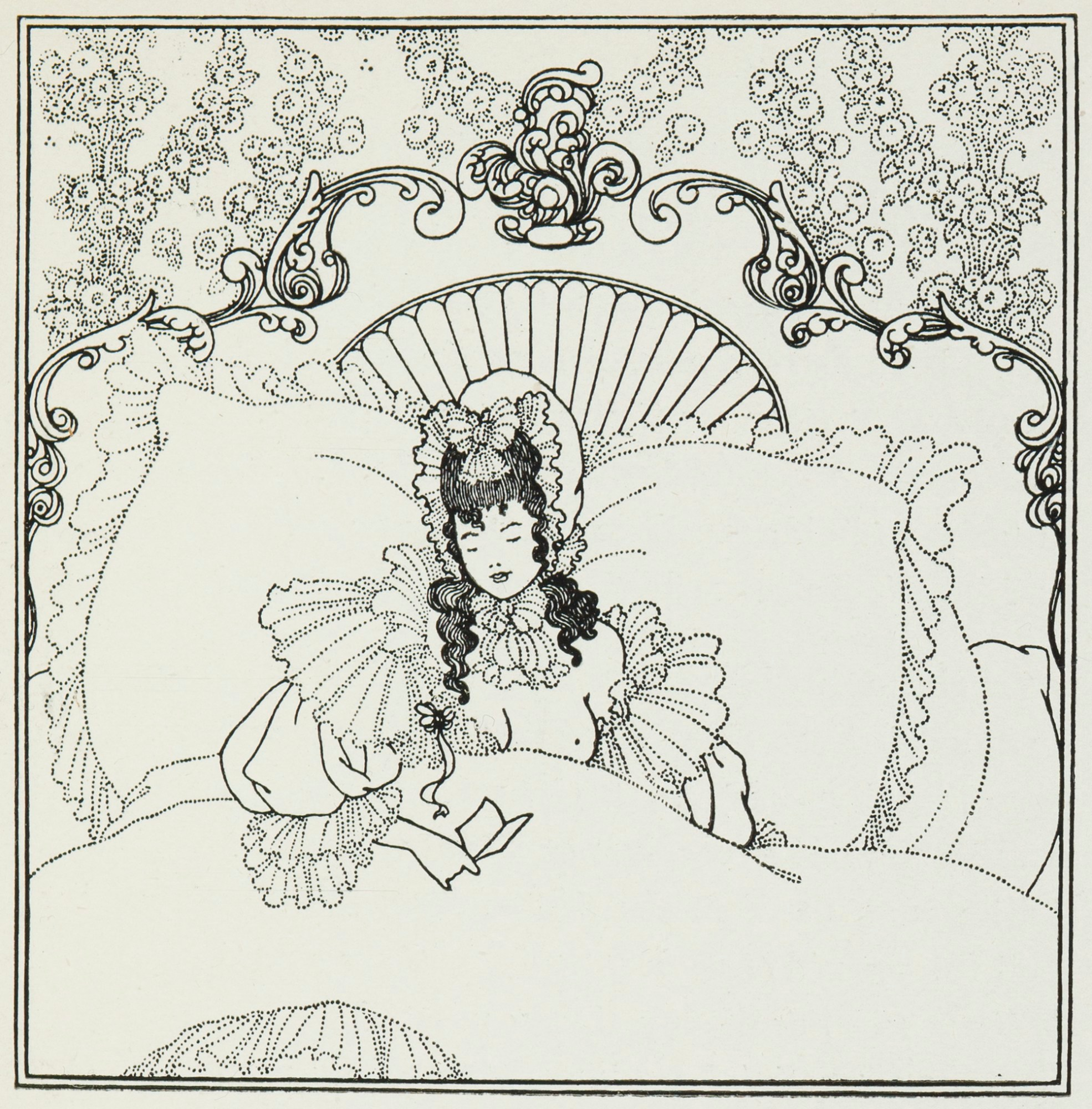
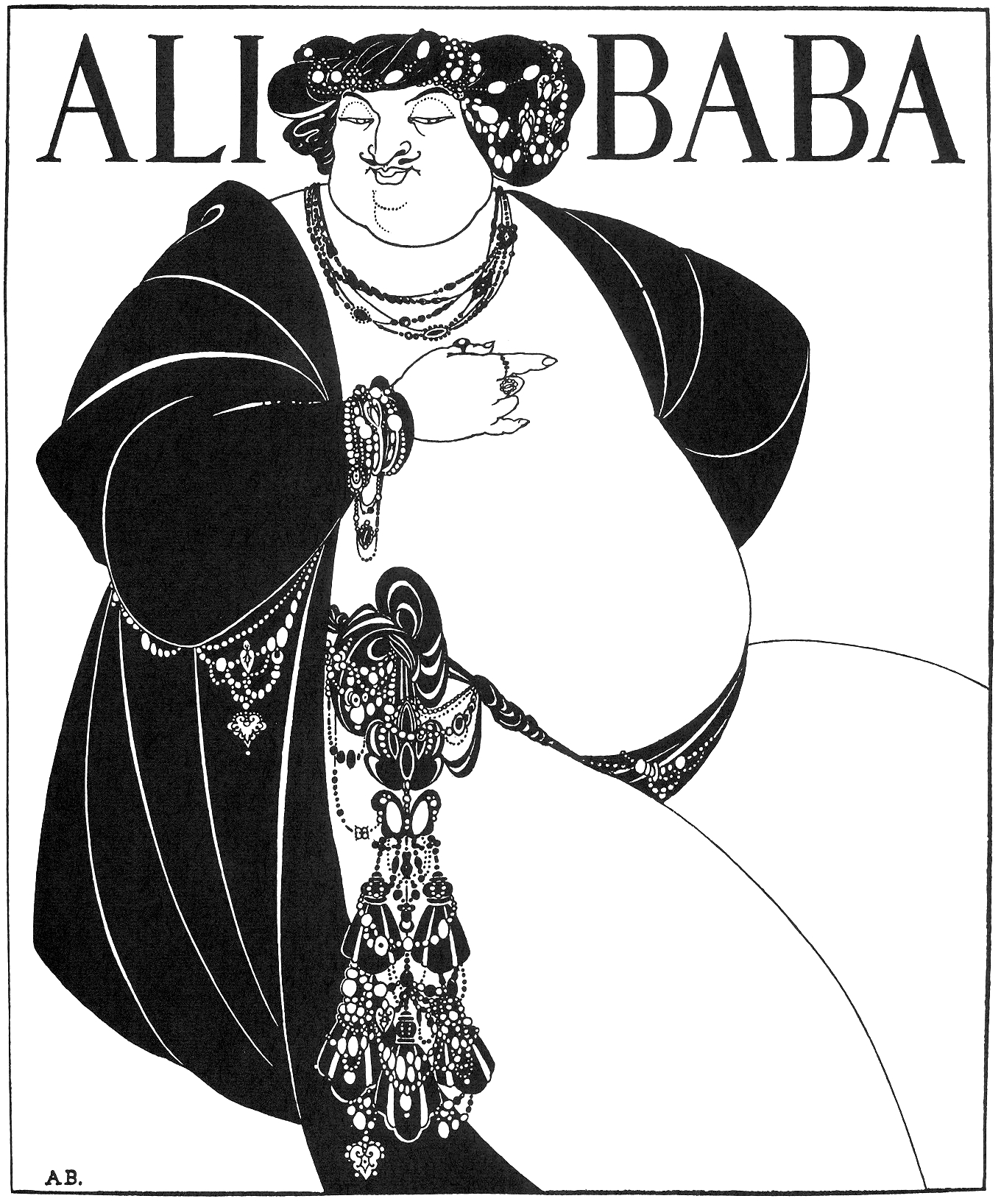
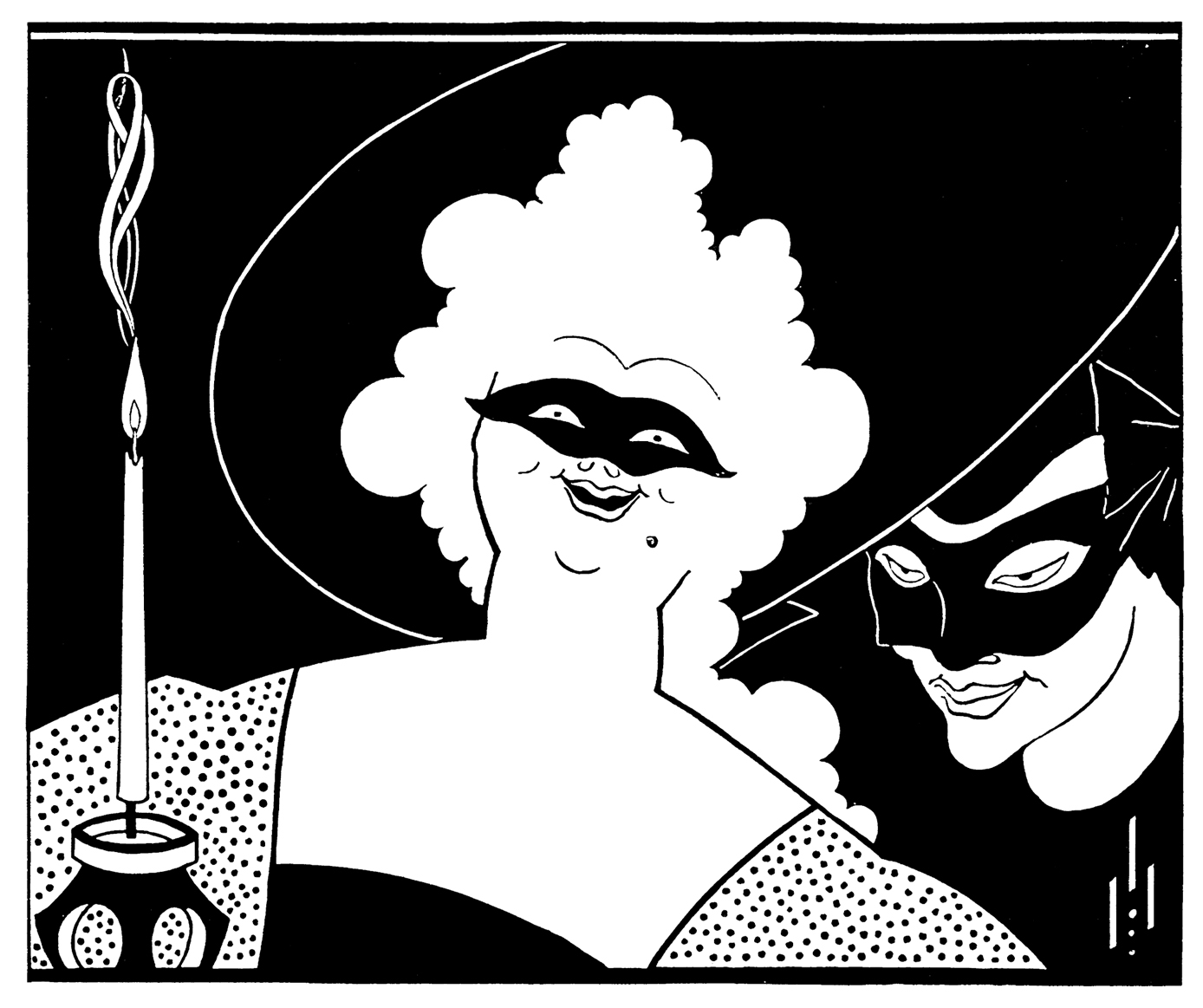
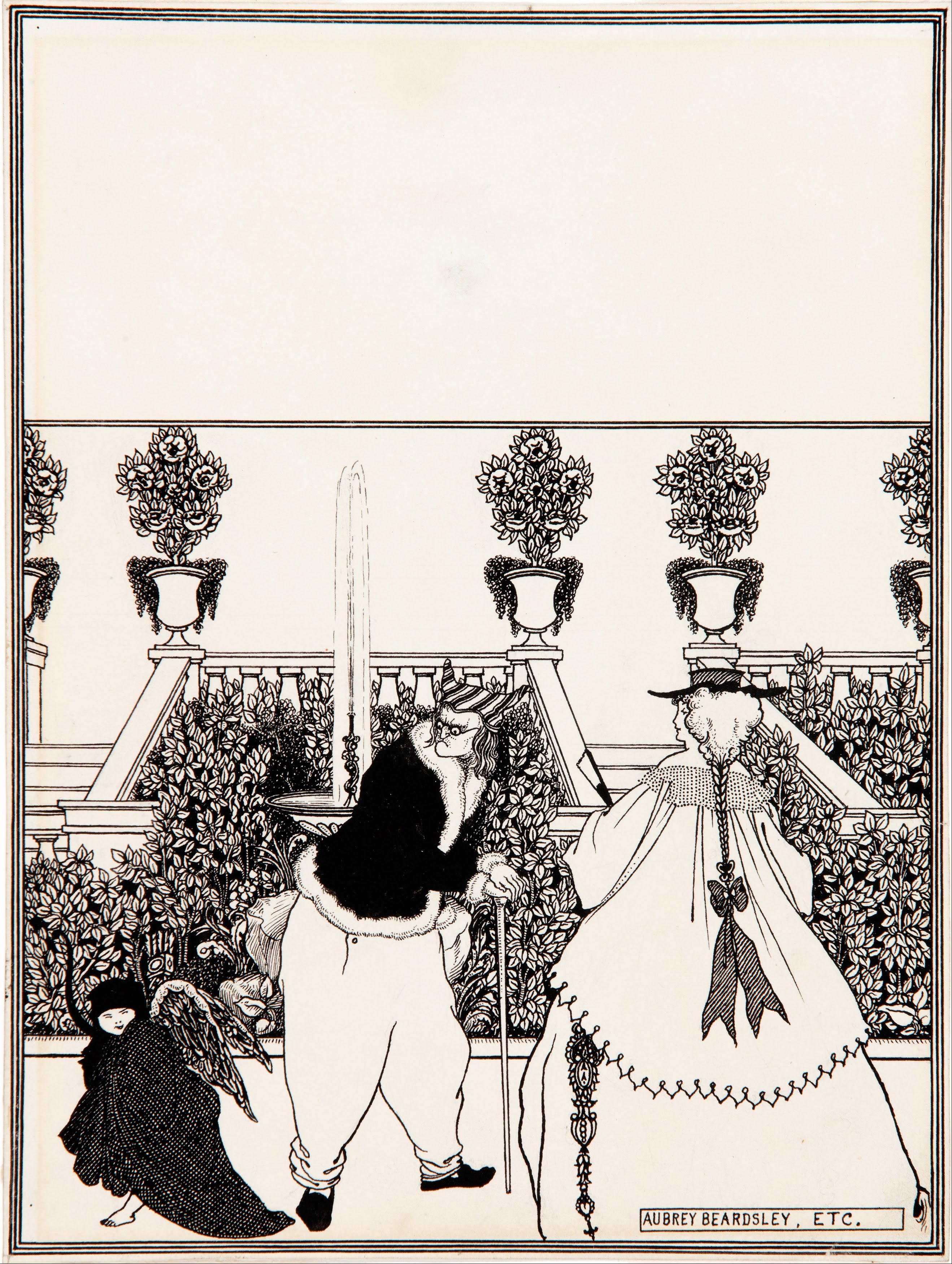
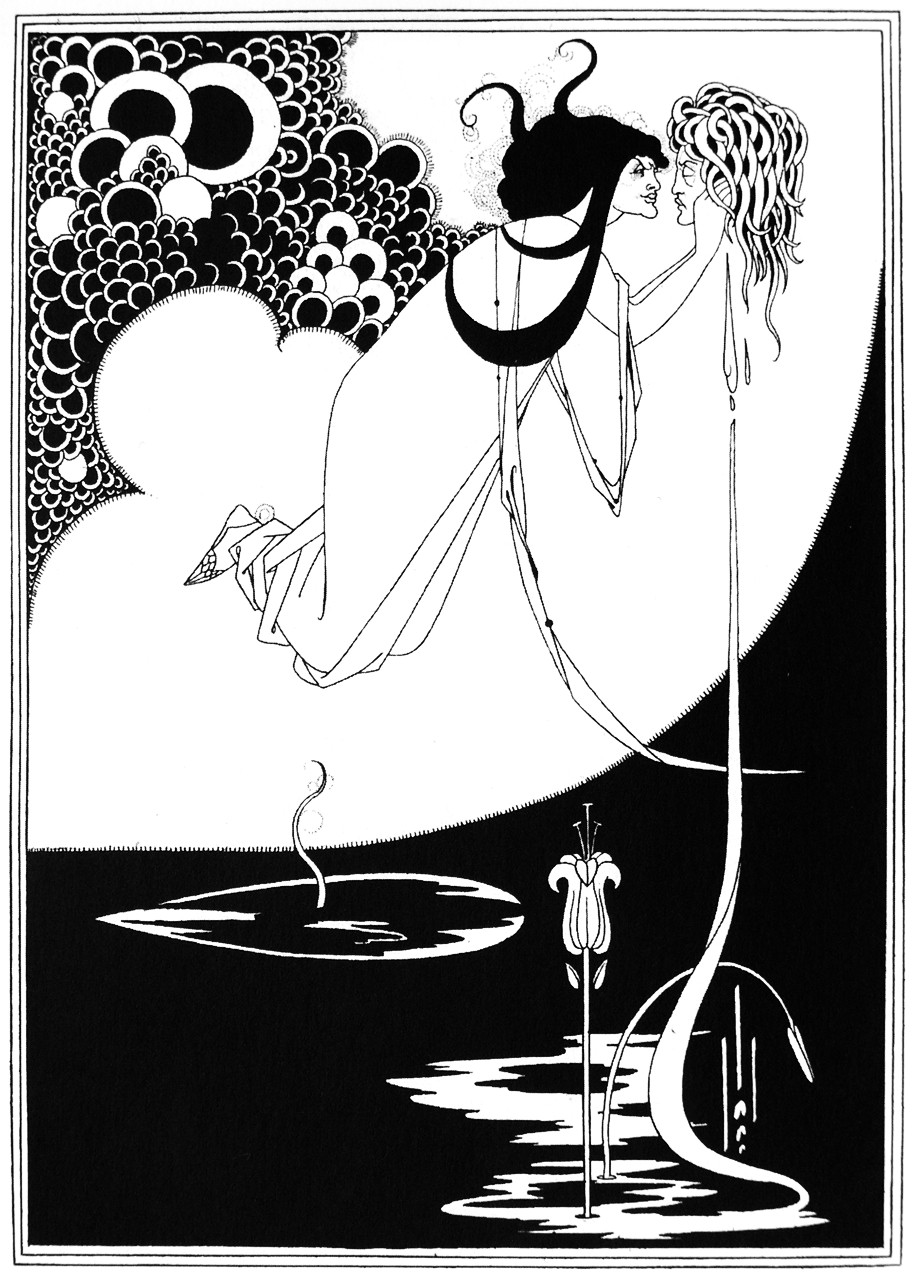
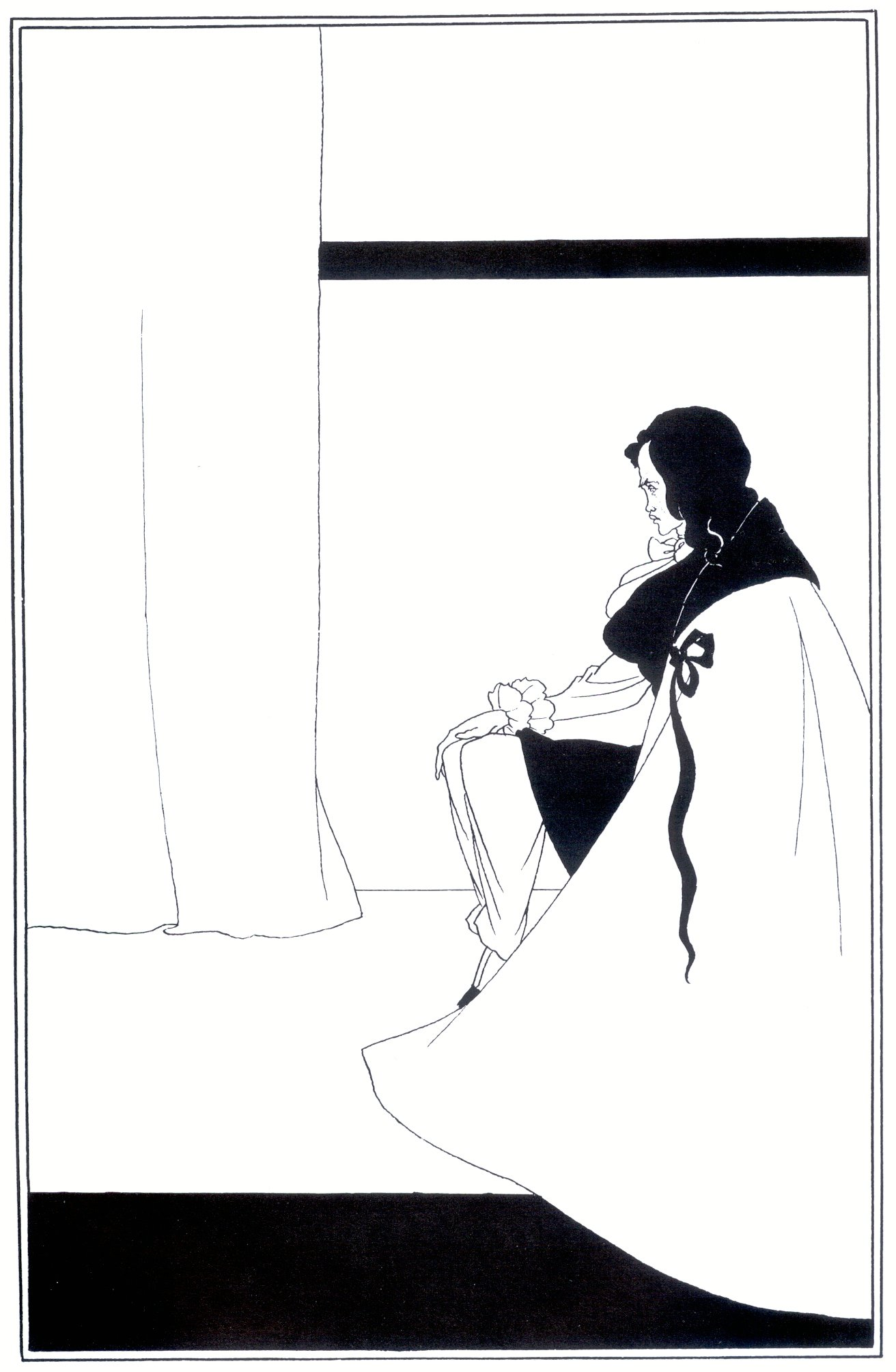
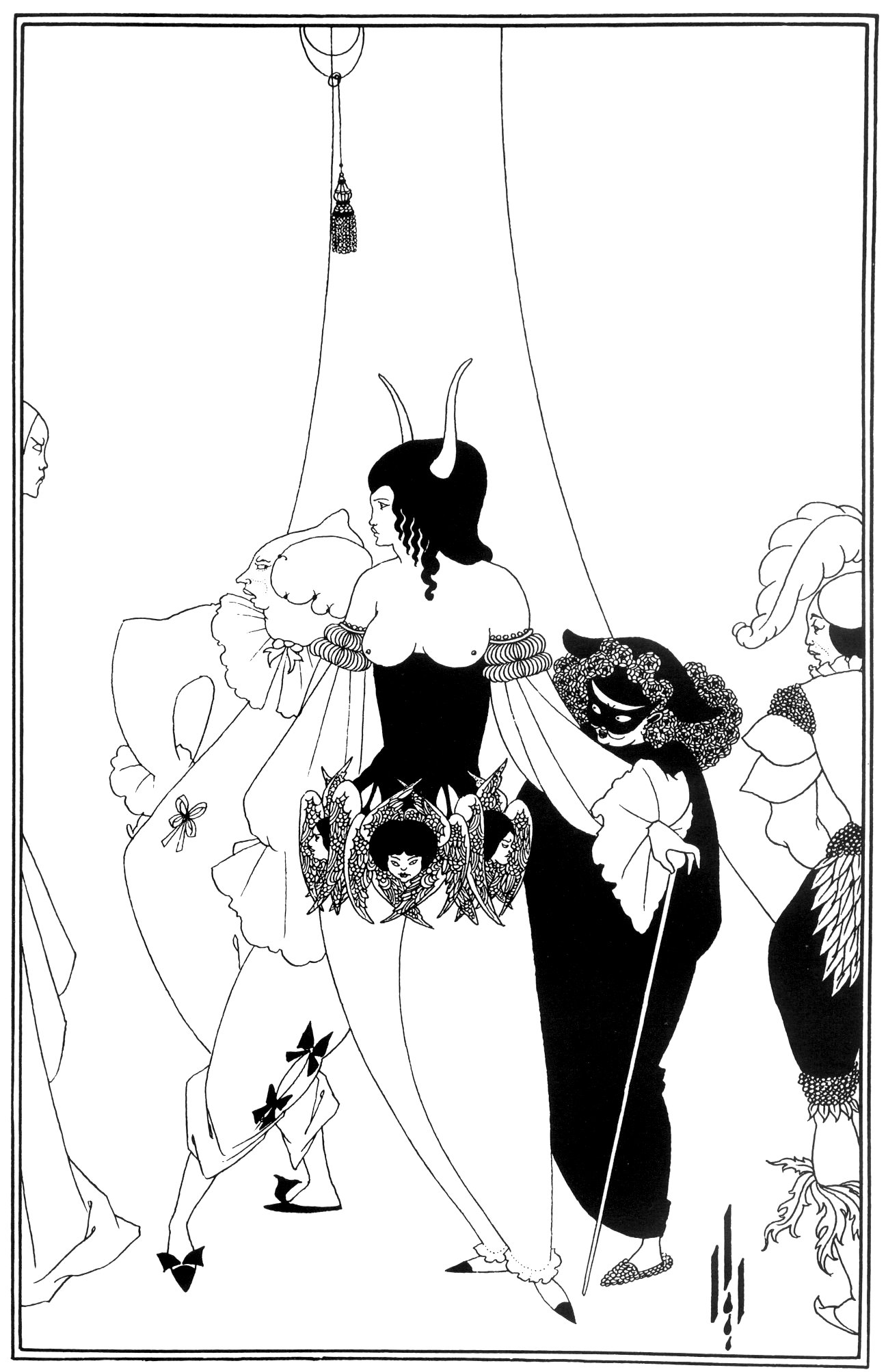
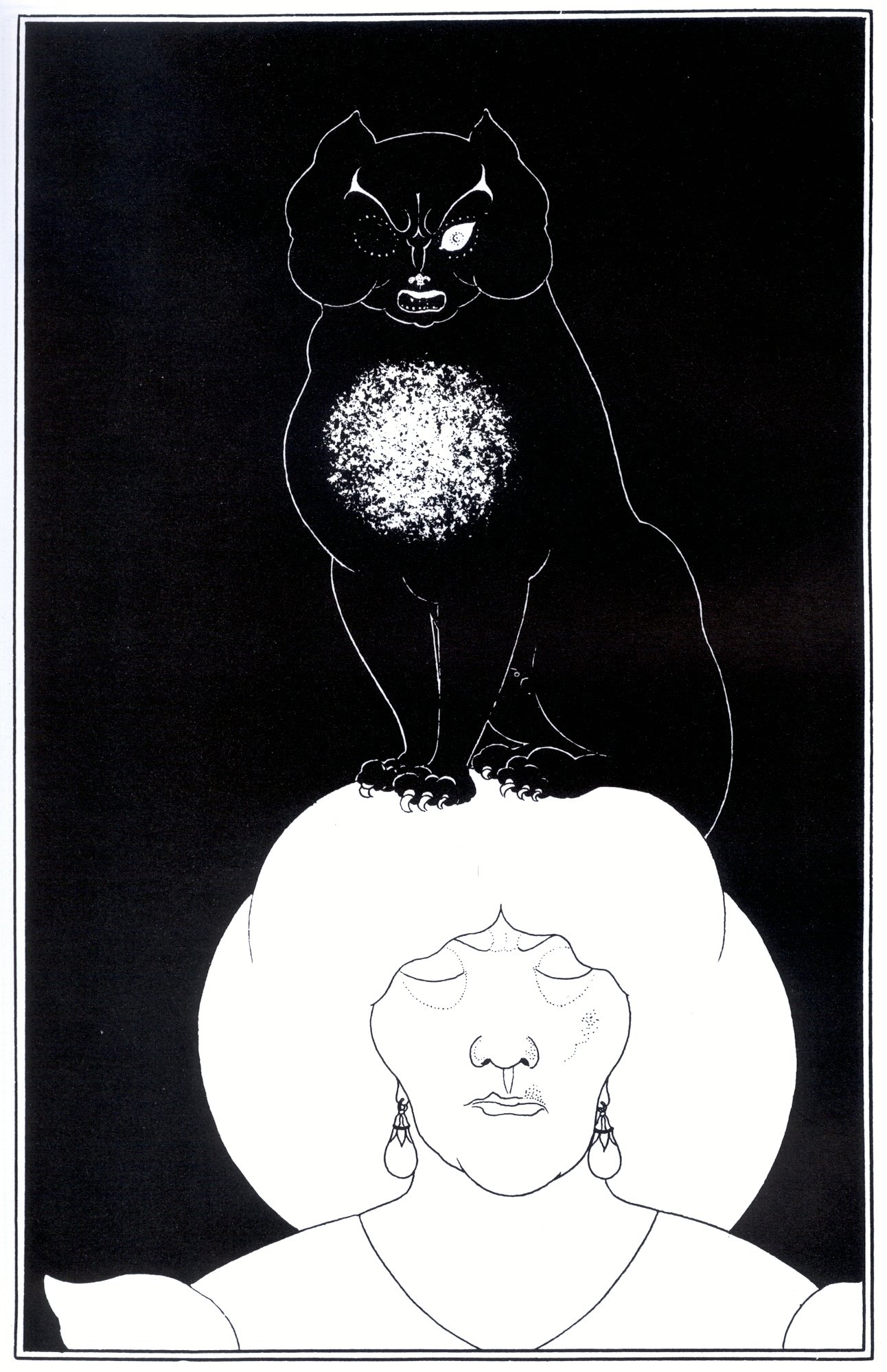